# Faro di Den Oever
Il faro di Den Oever è un faro in ghisa a forma di piramide a base esagonale, situato a Den Oever, nella provincia dell'Olanda Settentrionale dei Paesi Bassi. Si affaccia sul Mare dei Wadden ed è attualmente in disuso e privo di guardiano. Il faro è monumento nazionale protetto (Rijksmonument).

## Storia
Il faro fu costruito nel 1884 dalla Penn & Bauduin di Dordrecht e probabilmente progettato dall'architetto olandese Quirinus Harder.
Era originariamente situato nel punto più a ovest dell'ex isola di Wieringen dove era parte di una coppia di fari guida. Nel 1930 a seguito del completamento della diga Afsluitdijk, il faro fu spostato nell'estremità est di Wieringen a Den Oever. Inizialmente la luce fu puntata verso il Mare dei Wadden, ma il faro fu poi spostato più a sud nel 1932, puntando verso l'IJsselmeer. Prima di questo faro, ve n'era un altro a Den Oever che fu costruito nel 1918 e spostato a Zeughoek nel 1930.
Fu disattivato nel 2009.